# Litlesotra
Litlesotra (también llamada Lille Sotra), es una isla del municipio de Fjell en la provincia de Hordaland, Noruega.  Forma parte del grupo de islas Sotra, que son el extremo sur de un archipiélago que va desde Fedje hasta Øygarden. La isla tiene unos 10 000 habitantes, siendo su principal centro urbano la localidad de Straume. Otras villas son Knarrevik, Foldnes y Brattholmen. Su conexión con el continente es a través del puente Sotra y con la isla de Sotra es por una serie de puentes sobre la isla de Bildøy.
Litlesotra se encuentra en la zona de unión entre el Hjeltefjorden y el Byfjorden. La isla de Bjorøyna está al sur, Askøy al noreste, Geitung al noroeste y Bildøy con Sotra al oeste. La península de Bergen está el este.